# Sông Mỹ Tho
Sông Mỹ Tho là một phân lưu của sông Tiền ở miền Nam Việt Nam, bắt đầu từ chỗ phân nhánh ở chót cù lao Minh, ngang Vĩnh Long cho đến cửa Đại (riêng đoạn từ cồn Tàu ra đến biển còn có tên là sông Cửa Đại).
Sông chảy suốt theo chiều dọc của tỉnh, dài 90 km, làm thành ranh giới tự nhiên giữa tỉnh Bến Tre và tỉnh Tiền Giang (trước năm 1976 là tỉnh Mỹ Tho). Lòng sông sâu và rộng, trung bình từ 1.500 đến 2.000 m, và càng ra biển càng được mở rộng. Tàu trọng tải 500 tấn có thể đi từ cửa Đại (giữa Gò Công (Tiền Giang) và Bình Đại (Bến Tre)) đến tận Phnôm Pênh, thủ đô của Campuchia.

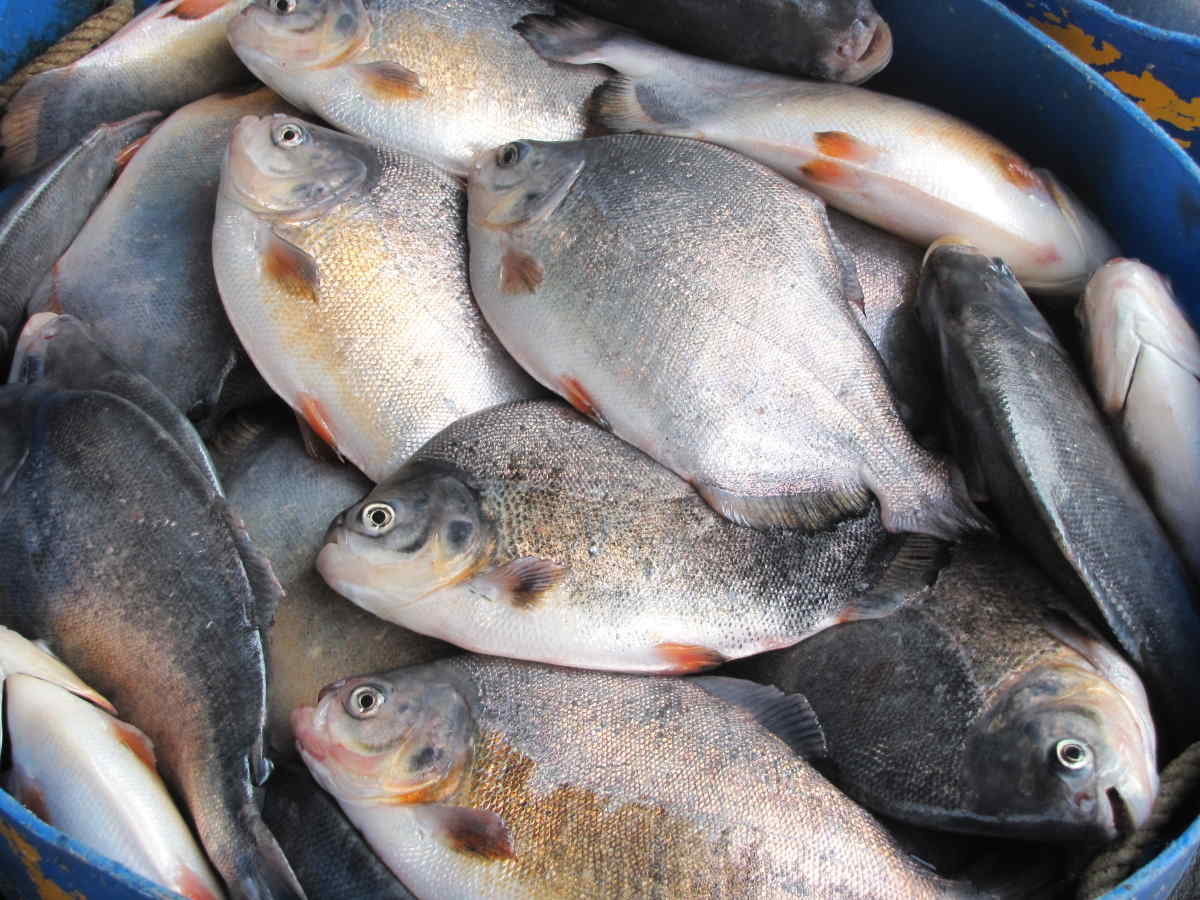
Cá trên sông Mỹ Tho

Trên sông có nhiều cồn lớn như: cồn Thới Sơn (còn gọi là cồn Lân), cồn Rồng (hiện nay thuộc tỉnh Tiền Giang, trước năm 1976 thuộc tỉnh Mỹ Tho), cồn Phụng, cồn Quy, cồn Tàu (thuộc tỉnh Bến Tre).
Trận Rạch Gầm – Xoài Mút đã diễn ra trên dòng sông này. Sừ kề rằng vào mùa xuân năm 1785, nghĩa quân Tây Sơn, dưới sự chỉ huy của Nguyễn Huệ, đã phục kích và đánh tan tác hai vạn quân Xiêm theo đường thủy kéo vào xâm lược nước Việt dưới danh nghĩa theo lời "cầu viện" của chúa Nguyễn Ánh.
Sông còn hai cửa nữa là cửa Tiểu và cửa Ba Lai. Cửa Tiểu thuộc địa phận Gò Công (Tiền Giang), còn cửa Ba Lai ở giữa Ba Tri và Bình Đại (đều của Bến Tre).

## Hình ảnh

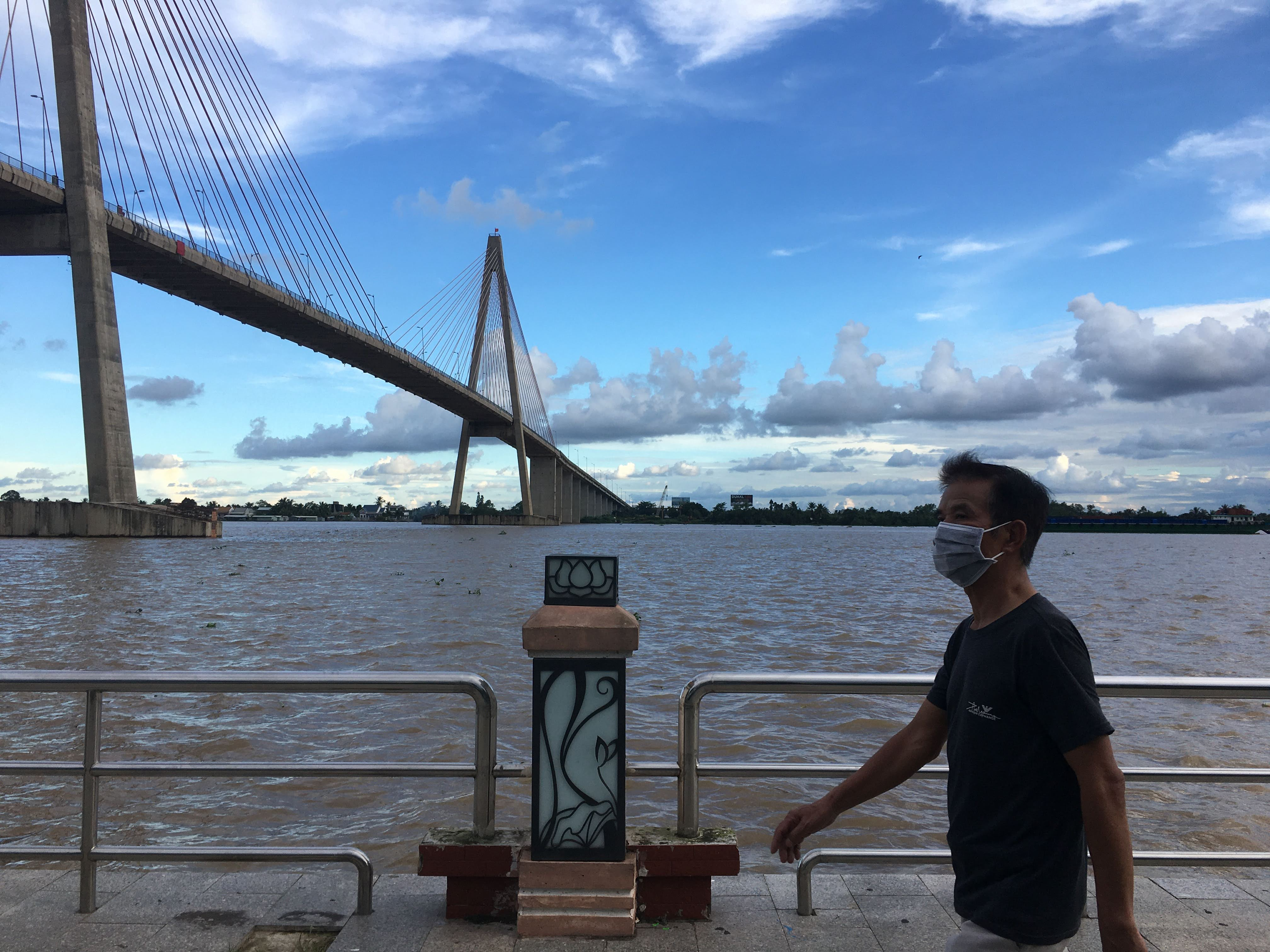
Sông Mỹ Tho chảy bên dưới cầu Rạch Miễu, nhìn từ đường bờ kè Phường 6, thành phố Mỹ Tho.
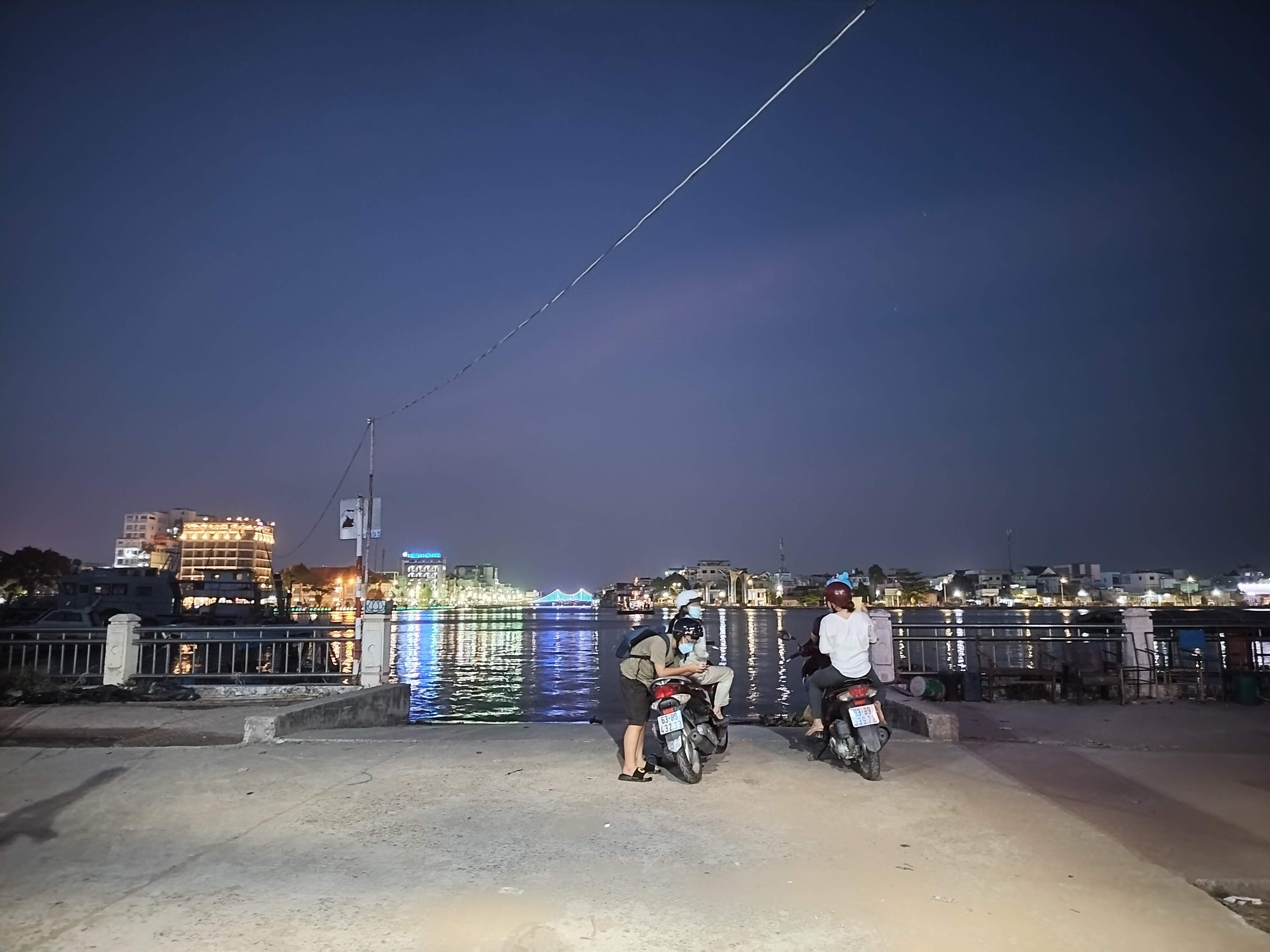
Sông Mỹ Tho chảy qua Phường Tân Long, thành phố Mỹ Tho.